# Wereldkampioenschappen schaatsen afstanden 2020 - Ploegenachtervolging vrouwen
De ploegenachtervolging vrouwen op de wereldkampioenschappen schaatsen afstanden 2020 vrijdag 14 februari 2020 in het ijsstadion Utah Olympic Oval in Utah, USA.

## Statistieken

### Uitslag
| #      | Land             | Naam                                                    | Tijd       |
| ------ | ---------------- | ------------------------------------------------------- | ---------- |
| Goud   | Japan            | Nana Takagi Ayano Sato Miho Takagi                      | 2.50,76 WR |
| Zilver | Nederland        | Melissa Wijfje Ireen Wüst Antoinette de Jong            | 2.52,65    |
| Brons  | Canada           | Ivanie Blondin Valérie Maltais Isabelle Weidemann       | 2.53,62    |
| 4      | Rusland          | Jelizaveta Kazelina Jevgenia Lalenkova Natalja Voronina | 3.02,88    |
| 5      | Polen            | Karolina Bosiek Natalia Czerwonka Karolina Gąsecka      | 3.02,95    |
| 6      | Verenigde Staten | Brianna Bocox Mia Kilburg Paige Schwartzburg            | 3.04,01    |
| 7      | China            | Li Dan Tao Jiaying Zhou Yang                            | 3.04,16    |

### Loting
| Rit | [ 2 ]     |                  |
| --- | --------- | ---------------- |
| 1   | China     | –                |
| 2   | Polen     | Verenigde Staten |
| 3   | Rusland   | Japan            |
| 4   | Nederland | Canada           |

2005 · 
2007 · 
2008 · 
2009 · 
2011 · 
2012 · 
2013 · 
2015 · 
2016 · 
2017 · 
2019 · 
2020 · 
2021 · 
2023 · 
2024 · 
2025